# ATunes
aTunes — свободный аудиопроигрыватель с открытым исходным кодом. Поддерживает MP3, Ogg Vorbis, FLAC и другие форматы. aTunes позволяет пользователям редактировать теги, упорядочивать музыку и оцифровывать Audio CD.